# Kevin Devine
Kevin Devine es un cantautor estadounidense y músico de Brooklyn, New York, reconocido por el contenido político e introspectivo de sus canciones cuyas melodías son interpretas en guitarra acústica. Cita a Neutral Milk Hotel, Bob Dylan, Elliott Smith,
Pavement y Nirvana, entre otros, como sus influencias musicales. Recientemente Devine se reunió con su antigua banda, Miracle of 86, para una serie de espectáculos.

## Historia

### Principios
Kevin Devine se crio en Brooklyn y Staten Island, aunque paso una cantidad significativa de tiempo en Manhattan y Queens. Kevin Devine se graduó de Fordham University en Lincoln Center durante el 2001, especializándose en periodismo. Era miembro de la banda Miracle of 86 (en referencia a la temporada de los Meets de 1986), al mismo tiempo que en la reconocida banda de Staten Island llamada Delusion. En Fordham fue capaz de desarrollar su estilo acústico mediante eventos universitarios. Devine lanzó su primer álbum solista llamado Circle Gets the Square durante el 2002 en la discográfica Immigrant Sun Records y fue producido por Bill Manoudakis. Durante este periodo de tiempo participó en conciertos en la avenida Wetlands Preserve de New York.
Su hermano, Dan Devine, es columnista para Yahoo! Deportes.

### Éxito (2002 & 2007)
Aunque aun permanece relativamente desconocido, Devine alcanzó cierta popularidad en el 2003 con su álbum titulado Make the Clocks Move. Las canciones de este álbum reflejan las opiniones políticas de Devine, y un estilo introspectivo inspirado por la reciente muerte de su padre a causa de un derrame cerebral. Estos dos estilos más tarde se convertiría en características distintivas de su música.

## Discografía

### Álbumes
- 2002: Circle Gets the Square
- 2003: Make the Clocks Move
- 2005: Split the Country, Split the Street
- 2006: Put Your Ghost to Rest
- 2009: Brother's Blood
- 2011: Between the Concrete and Clouds

### Álbumes de Covers
- 2011: Nevermind (Nirvana cover album)

### Live Albums
- 2005: Live At Schubas 05/13/2005 (Solo digital)
- 2006: Live At Maxwell's 02/08/2006 (Solo digital)
- 2007: Live at Austin City Limits Music Festival 2007: Kevin Devine (Solo digital)
- 2009: Kevin Devine: Live At Looney Tunes 4.16.09
- 2012: Matter of Time: KD&GDB Tour EP 2012 (Solo digital)

### EP
- 2003: Travelling the EU
- 2006: Buried By The Buzz
- 2007: 2007 Tour EP
- 2008: I Could Be With Anyone
- 2010: I Could Be The Only One (junto a Manchester Orchestra)
- 2010: She Stayed As Steam
- 2011: Kevin Devine/River City Extension Split

### Sencillos
- 2007: Just Stay
- 2008: Another Bag of Bones
- 2009: Splitting Up Christmas
- 2011: Part Of The Whole (7"/digital)
- 2011: Luxembourg (7"/digital)

### Videos musicales
- 2006: Brooklyn Boy (dirigido por Paxen Films)
- 2006: Me And My Friends (dirigido por Paxen Films)
- 2009: I Could Be With Anyone (dirigido por Sherng-Lee Huang)
- 2009: Another Bag Of Bones
- 2011: Off-Screen

### Miracle of 86
- 2000: Miracle of 86 (Fade Away)
- 2003: Every Famous Last Word
- 2005: Last Gasp (EP)
- 2005: Kevin Kolankowski

### Bad Books
- 2010: Bad Books
- 2012: Bad Books II